# Meliosma kirkii
Meliosma kirkii är en tvåhjärtbladig växtart som beskrevs av William Botting Hemsley och E.H. Wilson. Meliosma kirkii ingår i släktet Meliosma och familjen Sabiaceae. Inga underarter finns listade.